# Marie Grisier-Montbazon
Marie Grisier-Montbazon (née Marie-Rose Livergne le 29 janvier 1859 à Avignon et morte le 18 octobre 1922 à Bois-Colombes), parfois appelée Marie Montbazon, est une actrice et cantatrice française.

## Biographie
Marie Montbazon est la fille d’Hippolyte Livergne, comédien connu sous le nom de Montbazon, et d'Emilie Hody, également comédienne. 
Elle était cantatrice (mezzo-soprano) et actrice d’opérette (une étoile du firmament de l’opérette !) qui obtint de brillants succès au théâtre depuis qu’au Théâtre des Bouffes-Parisiens, en décembre 1880, elle interpréta le rôle de Bettina dans l’opéra comique (en 3 actes) La Mascotte d’Henri Chivot et Alfred Duru, et dont le compositeur Edmond Audran, condisciple de Ménager et de Camille Saint-Saëns, avait composé la musique. Madame Montbazon, tout au long de sa carrière, traîna toujours derrière elle ce rôle qu’elle joua huit cents fois à Paris, en province ou à l'étranger et qu’on lui réclama toujours, sur toutes les scènes, malgré la précaution qu’elle prenait de faire spécifier sur ses engagements qu'elle ne jouerait pas La Mascotte.
Sur toutes les scènes où elle parut, madame Montbazon, sut se faire apprécier dans tous les rôles qu’elle tint. Dans son rôle de Gillette, grâce à sa voix bien timbrée de mezzo, Mme Montbazon se fit très acclamée et sans être comparable à celui de La Mascotte, le succès de Gillette de Narbonne fut réel et si cet opéra, dans notre capitale, n’a pas connu de représentation depuis 1935, il est resté très longtemps au répertoire des scènes des théâtres provinciaux.

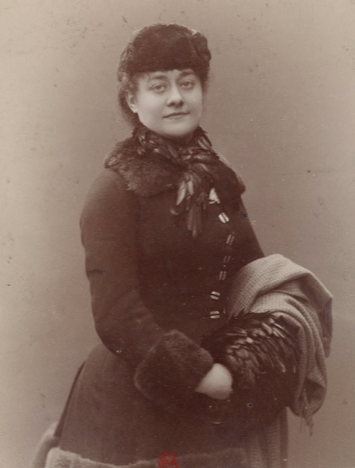
Portrait de Marie Grisier-Montbazon (atelier Nadar)

Elle meurt le 18 octobre 1922 en son domicile, au no 10, rue des Bons Enfants à Bois-Colombes.

## Rôles au théâtre
- Bettina dans La Mascotte, opéra-comique en 3 actes d’après le livret d'Alfred Duru et Henri Chivot, musique d'Edmond Audran, représentée au théâtre des Bouffes-Parisiens en 1880
- Gilette, dans Gillette de Narbonne, opéra-comique en 3 actes d’après le livret d'Henri Chivot, Alfred Duru, musique d'Edmond Audran, représentée au théâtre des Bouffes-Parisiens en 1882
- Mam'zelle Crénom dans Mam'zelle Crénom, opérette en 3 actes d’après le livret d'Adolphe Jaime et Georges Duval, musique de Léon Vasseur, représentée au théâtre des Bouffes-Parisiens en 1887
- Chloé dans Le Valet de cœur, opérette en 3 actes, livret de Paul Ferrier et Charles Clairville, musique de Raoul Pugno, représentée au théâtre des Bouffes-Parisiens en 1888
- Anita dans Les Aventures de Monsieur de Crac, féerie en quatre actes et vingt-cinq tableaux d'Ernest Blum et Raoul Toché, représentée au Théâtre du Châtelet le 19 avril 1886.

## Filmographie
- 1917 : Par la vérité de Maurice de Féraudy
- 1917 : La Villa bleue de Jean-Joseph Renaud
- 1918 : Un roman d'amour et d'aventures de René Hervil et Louis Mercanton
- 1921 : Miarka, la fille à l'ourse de Louis Mercanton
- 1921 : La Maison vide de Raymond Bernard : Marie
- 1922 : Les Roquevillard de Julien Duvivier
- 1923 : La Souriante Madame Beudet de Germaine Dulac : la bonne

## Autre source
Biographie de Marie Grisier-Montbazon sur artlyriquefr